# Neognophomyia interrupta
Neognophomyia interrupta är en tvåvingeart som beskrevs av Alexander 1944. Neognophomyia interrupta ingår i släktet Neognophomyia och familjen småharkrankar.
Artens utbredningsområde är Ecuador. Inga underarter finns listade i Catalogue of Life.